# サイゴン大教会
座標: 北緯10度46分47秒 東経106度41分57秒 / 北緯10.77972度 東経106.69917度

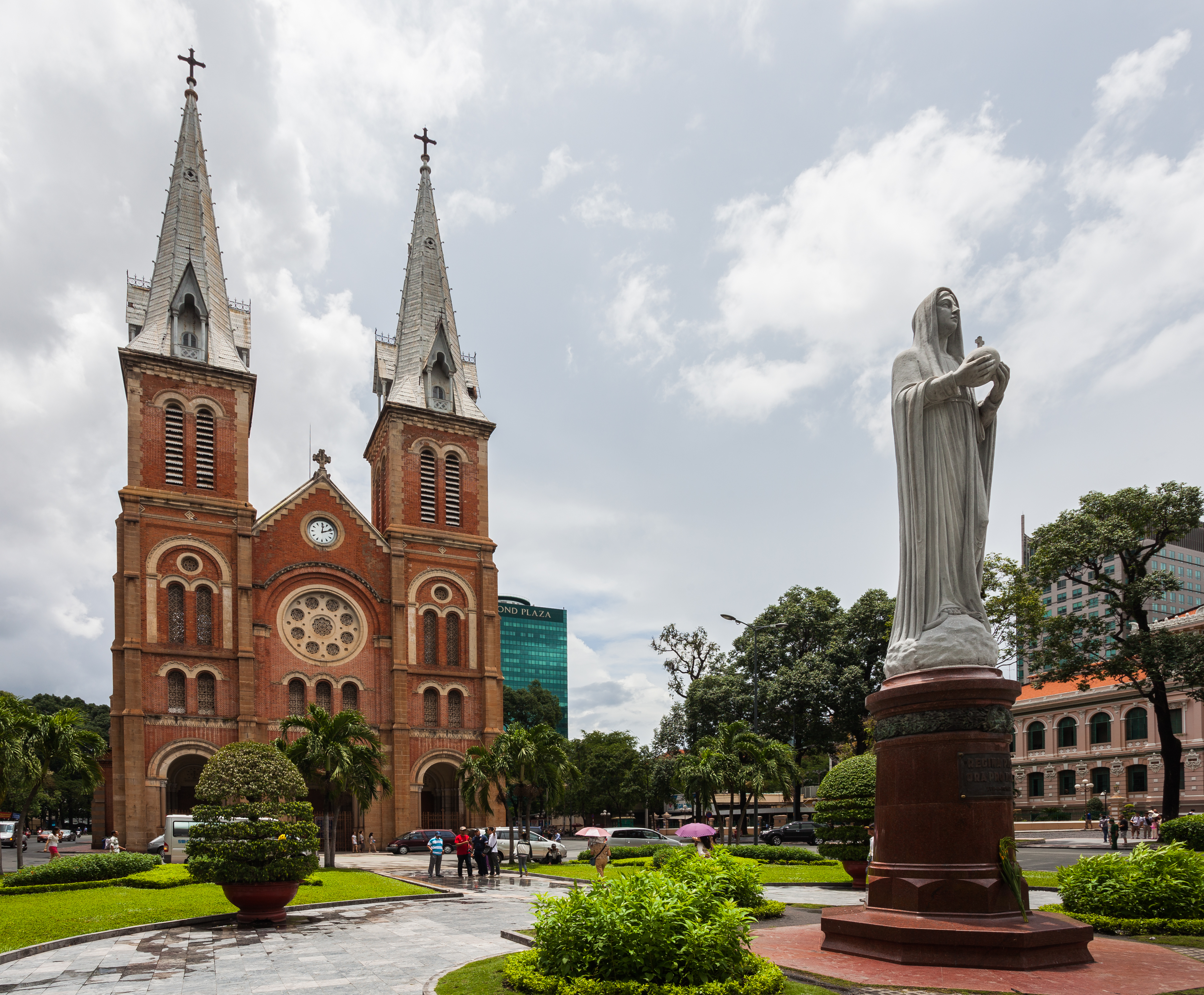
サイゴン大聖堂

サイゴン大教会（サイゴンだいきょうかい、ベトナム語：Nhà thờ chính tòa Đức Bà Sài Gòn / 伽祠正座德婆柴棍, サイゴン聖母大聖堂）はベトナムのホーチミン市1区にあるカトリックの大司教座大聖堂である。聖マリア（ノートル・ダム）大聖堂とも呼ばれる。サイゴンがフランスの植民地だった1863年から1880年にかけて建設された。
1962年にバシリカ (Basilique)となっている。

## 地理
教会とその前の庭園を挟むように走る200mほどの道路はパリ公社（Công xã Paris）通りと名付けられており、すぐ近くのサイゴン中央郵便局も通りに面している。また、サイゴンのシャンゼリゼとも言われるドンコイ通りが東南のロータリーから始まり、付近一帯が植民地時代の面影を残す観光地となっている。

## 概観
フランス植民地時代に建設されたもので、ネオ・ゴシック様式の教会である。カトリック教徒も多いベトナムにおいては、休日のミサともなれば多くの敬虔な市民によってごった返し、入りきれなかった信徒が建物正面の広場にも溢れかえるほどである。その建物の荘厳さから普段は観光地としても人気がある。

## 参照項目
- ベトナムのカトリック
- ハノイ大教会